# Apollonide di Smirne
Apollonide di Smirne (Smirne, II secolo a.C. – ...) è stato un filosofo greco antico.
Erroneamente scambiato con Apollonide, un altro filosofo stoico vissuto un secolo dopo e ricordato da Plutarco nella Vita di Catone Minore  come uno degli amici di Marco Porcio Catone Uticense. 
Apollonide probabile autore di trenta epigrammi sarebbe stato discepolo di Antipatro di Tarso .
Diogene Laerzio lo indica come Apollonide di Nicea e gli attribuisce la composizione di un Commento sui Silli dedicato a Tiberio 
Della sua vita non si conosce alcun particolare , se non il nome, citato nello Index Stoicorum di Filodemo di Gadara.